# Moulin (Metro de Charleroi)
La estación de Moulin es una estación de la red de Metro de Charleroi, operada por las líneas  y .

## Presentación
La estación está protegida por paredes de cristal opaco, lo que da un color verdoso al conjunto. Algunos elementos, sin embargo, son rojos.

## Accesos
- Rue de Mons
- Rue des Déportés

## Conexiones
| Línea | Procedencia       | Parada                    | Destino                   |
| ----- | ----------------- | ------------------------- | ------------------------- |
| 51    | LUTTRE SNCB       | MONCEAU-SUR-SAMBRE Moulin | MONCEAU-SUR-SAMBRE Moulin |
| 71    | CHARLEROI Sud     | MONCEAU-SUR-SAMBRE Moulin | MONCEAU-SUR-SAMBRE Moulin |
| 75    | GOUTROUX Pairotte | MONCEAU-SUR-SAMBRE Moulin | THUILLES Place            |